# Jastrebovke
Jastrebovke (Grabljivice) su ptice grabljivice čije je značajno obilježje kukasti kljun i oštre kandže koje im služe za hvatanje i ubijanje plijena.

## Sistematika
Sistematiziranje ptica grabljivica je iznimno teško. Tradicionalno ih se dijelilo u dvije osnovne skupine, dnevne (sokolovke, Falconiformes) i noćne grabljivice (sovovke,  Strigiformes). No, novija istraživanja ukazuju na nejedinstvo srodnosti unutar ovako određenih skupina, pa se ponekad u Europi javlja podjela dnevnih grabljivica na skupinu Falconiformes i Accipitriformes. Pri tome, status dvije porodice, Accipitridae i Sagittaridae, ostaje nejasan, jer ih neki izvori svrstavaju u red Falconiformes, a drugi izdvajaju u ovaj red, Accipitriformes. Ovdje se navedene porodice uvršćuju u red Accitripiformes, uz napomenu da se time ne slijede spoznaje prihvaćene u Wikipedijinom projektu Wikivrste gdje je pod imenom roda Falconiformes obuhvaćen kao sinonim i naziv ovog reda, Accipitriformes . U članku o sokolovkama (Falconiformes) iznijeta je ista dilema koju još nije moguće definitivno razriješiti dok ukupna znanstvena zajednica na temelju nedvosmislenih dokaza ne zauzme jedinstveni stav. 
Razmišljanje o potrebi podjele grabljivica na više redova proizišlo je iz još nedovoljno dokazane ali realne pretpostavke, da cijela ova skupina nema istog zajedničkog pretka. Najsporniji, no i najbolje potkrijepljen prijedlog je, da porodica jastrebova novog svijeta (Cathartidae), koju se danas još u nekim sistematikama smatra dijelom reda jastrebovki, nije srodna s jastrebima, nego s rodama koje su inače dio reda rodarica, Ciconiiformes. 
Američki ornitološki savez stavlja sokolovke i jastrebe u red sokolovki, dok jastrebove novog svijeta svrstava u red rodarica. Ova podjela proizlazi iz utjecajne Sibley-Ahlquistovu taksonomije ptica koja sve sokolovke i jastrebovke svrstava zajedno u red rodarica, dok su američki jastrebovi zasebna grana izvan sokolovki. Iako je ovo drugo očigledno točno, Ciconiiformes kako ih definiraju Sibley&Ahlquist su parafilijska, odnosno umjetna skupina, i najslabija su karika u njihovoj taksonomiji.  
Kariotipska analiza pokazuje, da su jastrebovi novog svijeta doista različiti, kao i da se jastrebovi razlikuju od svih drugih sokolovki, jer se njihovi mikrokromosomi uglavnom združuju sa srednje velikim kromosomima, što je kod ptica svojevrsna posebnost. Još nije jasno da li to ima neko značenje za dokazivanje potrebe izdvajanja ove skupine ptica u općeprihvaćen zasebni red, no dokazuje da su jastrebovi monofilijska skupina. 

## Značajke
Sve grabljivice imaju neke osobine koje ih razlikuju od drugih ptica. Tijelo im je snažno i zbijeno sa širokim prsima. I trup je snažan i relativno kratak. Mišići prsa i nogu su vrlo razvijeni i snažni. Oblik glave je okruglast a vrat kratak, rijetko malo produžen. Ove ptice imaju velike oči i okrugle nosnice, a kljun kratak, snažan i kukast. Noge su im kratke dugih prstiju s manje ili jače savijenim kandžama. Neke vrste imaju noge prekrivene perjem pa izgledaju kao da imaju hlače. 
Životni vijek im je dug, a stopa razmnožavanja, kao kod svih dugoživih životinja, niska. Mladunci brzo rastu, a roditelji brinu o njima između tri i osam tjedana. Spolnu zrelost dosižu u dobi između jedne i tri godine. Spolni dimorfizam odražava se u veličini, a kod vrsta koje love druge ptice veće su ženke. Opće pravilo kod ovih ptica je da žive u dugotrajnim monogamnim zajednicama.
Jastrebovke žive širom svijeta, svuda osim na Antarktiku i brojnim otocima Oceanije.

## Vanjske poveznice
|  | Zajednički poslužitelj ima stranicu o temi Accipitriformes    |
|  | Zajednički poslužitelj ima još gradiva o temi Accipitriformes |
|  | Wikivrste imaju podatke o taksonu Accipitriformes             |